# Didymodon warnstorfii
Didymodon warnstorfii là một loài Rêu trong họ Pottiaceae. Loài này được (Limpr.) Paris mô tả khoa học đầu tiên năm 1904.